# 伶仃洋

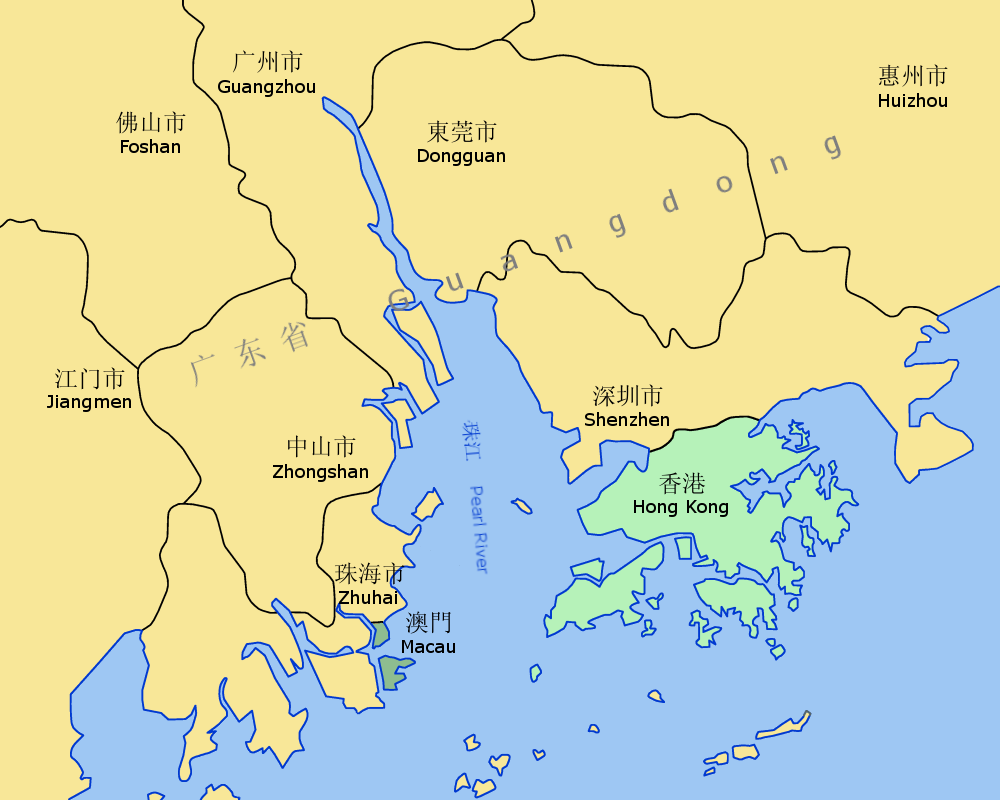
珠江口地理

伶仃洋是珠江的河口湾，為珠江口珠海、澳門與香港新界一帶之海面，其南面為九洲洋。

## 歷史事件
南宋末年，當時身為南宋丞相的文天祥於廣東一帶被元朝軍隊所俘。當載著他的元朝軍艦駛經伶仃洋時，他便作了一首題為《過零丁洋》的詩，以表其堅毅不屈、勢不投降的心志：
|  | 辛苦遭逢起一经，干戈寥落四周星。 山河破碎风飘絮，身世浮沉雨打萍。 惶恐滩头说惶恐，零丁洋裏叹零丁。 人生自古谁无死？留取丹心照汗青。 |

詩中的零丁洋正是今天的伶仃洋；而惶恐灘則有兩說：一指位於江西省萬安縣贛水十八灘之一，贛江的江水湍急，暗礁林立；另一說為即伶仃洋東岸香港現名龍鼓灘處。

## 近期規劃

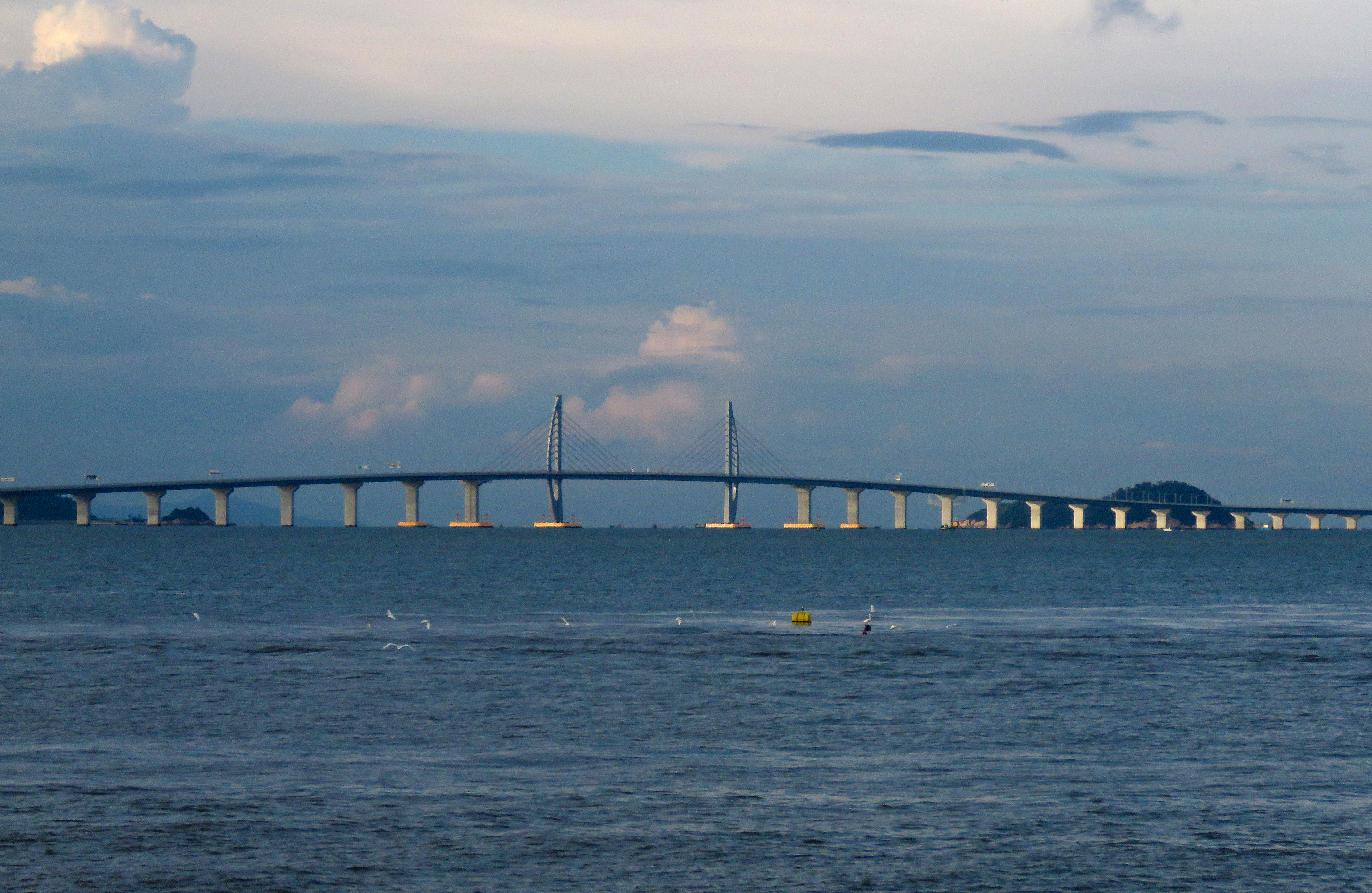
港珠澳大桥西段

1983年，香港合和集团主席胡應湘建議於伶仃洋海面建一大橋，以連接香港與珠海。珠海政府於1989年正式公佈伶仃洋大橋計劃，並於1997年獲中華人民共和國國務院批准。珠海亦於其境內興建了大橋的一部份，即淇澳島大橋。惟香港政府一直對該計劃反應冷淡。
2002年11月，時任中華人民共和國國務院總理朱鎔基支持興建連接香港、珠海及澳門的大橋，即其後所稱的港珠澳大橋，伶仃洋大橋計劃也等同告吹。之後，廣東省計劃興建深中大橋，以連接深圳和中山。港珠澳大桥最终于2018年10月24日通车。